# Candice Riley
Candice Riley (* 3. November 1984 in Wanganui als Candice Hammond) ist eine ehemalige Ruderin aus Neuseeland, die später als Triathletin aktiv war. Sie wird in der Bestenliste neuseeländischer Triathletinnen auf der Ironman-Distanz geführt.

## Werdegang

### Rudern 1999 bis 2009
Candice Hammond war früher als Ruderin aktiv. Sie ruderte seit 1999, startete 2002 für Neuseeland bei den Ruder-Weltmeisterschaften der Junioren im Achter und zwischen 2004 und 2009 wurde sie neunmal nationale Ruder-Meisterin.

### Triathlon seit 2010
Hammond war als Profi-Triathleten vorwiegend bei Bewerben über die Langdistanz aktiv und sie wurde seit 2010 trainiert von Keegan Williams.
2010 startete sie erstmals auf der Ironman-Distanz und im Januar 2014 gewann sie in Neuseeland die Challenge Wanaka – nachdem sie hier auf der Langdistanz (3,86 km Schwimmen, 180 km Radfahren und 42,195 km Laufen) im Vorjahr bereits den zweiten Rang belegen konnte. Im Juni gewann sie in Cairns auf Australien auch auf der halben Ironman-Distanz (1,9 km Schwimmen, 90 km Radfahren und 21,1 km Laufen).
Im März 2015 kam ihr Sohn  zur Welt und bald nach der Babypause startete sie wieder bei Rennen. Im Januar 2016 wurde sie nationale Vizemeisterin auf der Triathlon-Mitteldistanz. Seit 2016 tritt sie nicht mehr international in Erscheinung.
Seit September 2016 ist sie mit Elliot Riley verheiratet. Im September 2017 kam ihr zweiter Sohn  zur Welt und die vier leben in Cambridge.

## Sportliche Erfolge
| Datum/Jahr    | Rang | Wettbewerb                                           | Austragungsort | Zeit     | Bemerkung                                  |
| ------------- | ---- | ---------------------------------------------------- | -------------- | -------- | ------------------------------------------ |
| 9. Jan. 2016  | 2    | NZL Middle Distance Triathlon National Championships | Maungauika     | 04:29:17 | Zweite hinter Amelia Watkinson             |
| 23. Aug. 2015 | 5    | Ironman 70.3 Bintan                                  | Bintan         | 04:39:09 |                                            |
| 8. Juni 2014  | 1    | Ironman 70.3 Cairns                                  | Cairns         | 04:24:03 | erster Sieg auf der halben Ironman-Distanz |
| 10. Nov. 2013 | 6    | Ironman 70.3 Mandurah                                | Mandurah       | 04:21:35 |                                            |

| Datum/Jahr    | Rang | Wettbewerb          | Austragungsort | Zeit     | Bemerkung                                                                                     |
| ------------- | ---- | ------------------- | -------------- | -------- | --------------------------------------------------------------------------------------------- |
| 5. März 2016  | 9    | Ironman New Zealand | Taupō          | 09:35:36 |                                                                                               |
| 1. März 2014  | 3    | Ironman New Zealand | Taupō          | 09:30:04 |                                                                                               |
| 18. Jan. 2014 | 1    | Challenge Wanaka    | Lake Wānaka    | 09:33:54 | [ 5 ]                                                                                         |
| Sep. 2013     | 3    | MetaMan Triathlon   | Bintan         |          |                                                                                               |
| 2. März 2013  | 3    | Ironman New Zealand | Taupō          | 09:35:51 |                                                                                               |
| 19. Jan. 2013 | 2    | Challenge Wanaka    | Lake Wānaka    | 09:44:22 | Zweite mit dem schnellsten Marathon – hinter ihrer Landsfrau Gina Crawford                    |
| 23. Sep. 2012 | 1    | MetaMan Triathlon   | Bintan         | 09:31:08 | Siegerin bei der Erstaustragung                                                               |
| 3. Juni 2012  | 3    | Ironman Cairns      | Cairns         | 09:24:45 | [ 8 ]                                                                                         |
| 4. März 2012  | 10   | Ironman New Zealand | Taupō          | 04:43:25 | Witterungsbedingt musste der Ironman auf verkürztem Kurs als Ironman 70.3 ausgetragen werden. |
| 21. Jan. 2012 | 4    | Challenge Wanaka    | Lake Wānaka    | 09:58:39 |                                                                                               |
| 5. Juni 2011  | 4    | Challenge Cairns    | Cairns         | 09:43:03 | [ 9 ]                                                                                         |
| 5. März 2011  | 9    | Ironman New Zealand | Taupō          | 09:56:42 |                                                                                               |
| 2010          |      | Ironman New Zealand | Taupō          |          | Dritte in der Altersklasse 25–29                                                              |

| Datum/Jahr | Rang | Wettbewerb       | Austragungsort | Zeit     | Bemerkung |
| ---------- | ---- | ---------------- | -------------- | -------- | --------- |
| Sep. 2013  | 1    | Dunedin Marathon | Dunedin        | 03:02:28 |           |

(DNF – Did Not Finish)